# 索菲伊夫斯卡博爾夏希夫卡
50°24′41″N 30°22′9″E / 50.41139°N 30.36917°E
索菲伊夫斯卡博爾夏希夫卡（羅馬化：Sofiivska Borshchahivka）是位於烏克蘭中北部的村莊，由基辅州布恰区的博爾夏希夫卡市鎮負責管轄。該村始建於1497年，面積4.56平方公里，海拔高度160米，2001年人口6,571，人口密度每平方公里1,441人。